# Hotel The Weaver

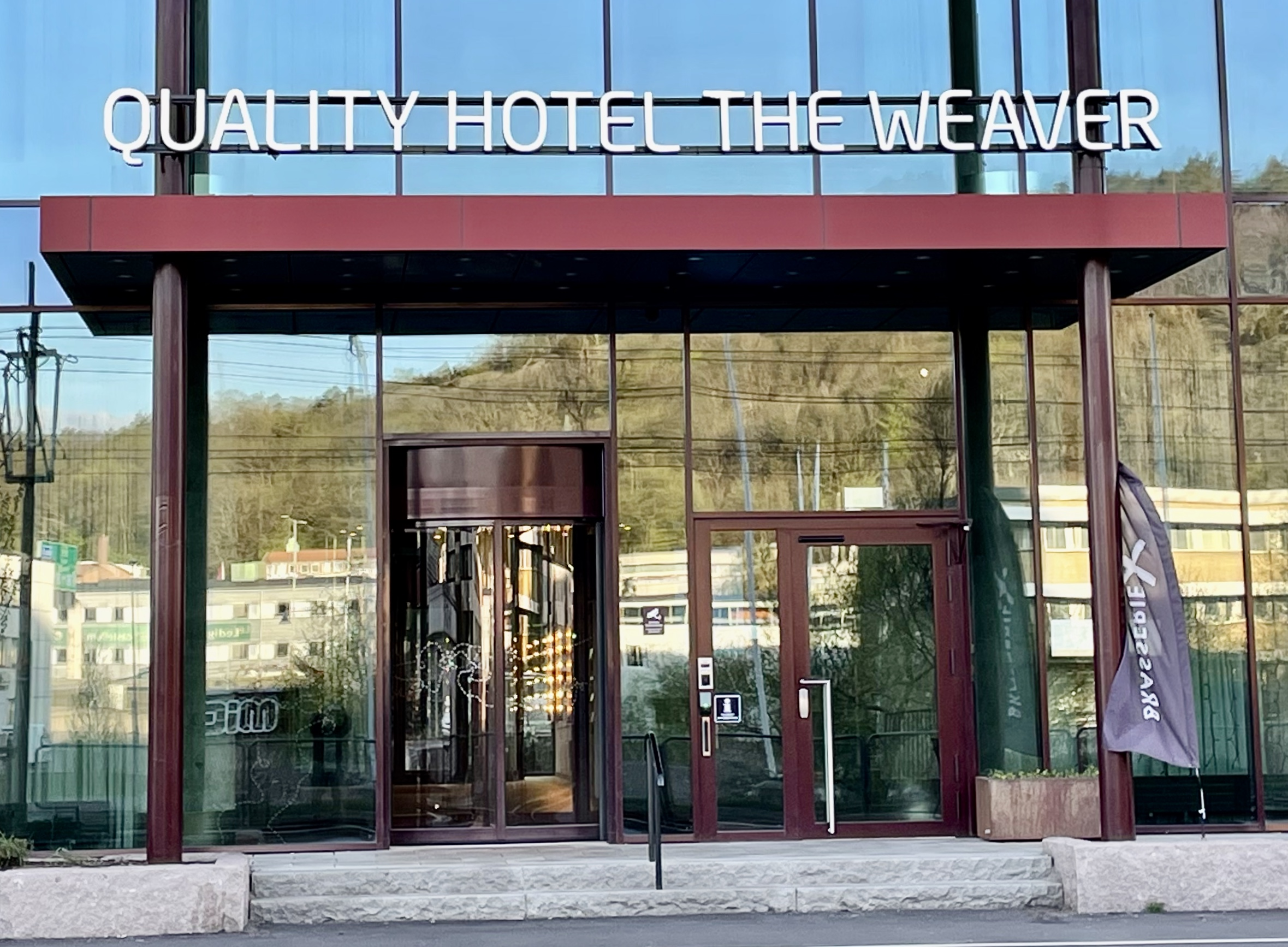
Entrén till Quality Hotel The Weaver.

Hotel The Weaver är en hotellbyggnad i Mölndal, som drivs av Strawberry. Den består bland annat av ett torn på 22 våningar, som är sammankopplad med en lägre byggnad och innehåller 370 hotellrum, restaurang, bar, gym samt en stor konferens- och kongressanläggning med plats för 600 personer.
Hotellets namn "Vävaren" anknyter till närområdet med Krokslätts fabriker, som var ett komplett vävnadsföretag fram till 1970-talet.